# Константинов, Роман Иннокентьевич
Константи́нов Рома́н Инноке́нтьевич (14 октября 1896, 1-й Болугурский наслег, Ботурусский улус, Якутская область — 1994, с. Мындагай, Чурапчинский улус, Якутия) — табунщик, Герой Социалистического Труда (1948). Первым в Якутии удостоился этого звания.

## Биография
Роман Константинов родился в семье крестьянина-якута 14 октября 1896 года в 1-м Болугурском наслеге Ботурусского улуса Якутской области. После смерти родителей жил с бабушкой. С 1933 года работал в колхозе имени Константинова табунщиком, затем, с 1938 года, — в колхозе имени Фрунзе заведующим коневодческой фермой. За время работы в колхозе Роман Иннокентьевич смог увеличить численность табуна колхоза на 168 %, добившись 100%-й рождаемости кобыл. В 1947 году достиг рекордного показателя — 55 жеребят выращенных от такого же количества кобыл.
За высокие трудовые успехи 5 августа 1948 года Константинову Роману Иннокентьевичу указом Президиума Верховного Совета СССР было присвоено звание Героя Социалистического Труда с вручением ордена Ленина и золотой медали «Серп и Молот».
Жил Константинов в селе Мындагай Чурапчинского улуса. В 18 лет женился, кроме родной дочери вместе с женой воспитывал 5 приёмных детей. Дважды — в 1949 и 1958 годах избирался депутатом Верховного Совета Якутской АССР. Умер в 1994 году в возрасте 98 лет.

## Награды
- Медаль «Серп и Молот» Героя Социалистического Труда (1948)
- Два ордена Ленина (1948; 1949)
- Почётный гражданин Чурапчинского улуса

## Память
- Имя Героя присвоено Амгинской средней школе Чурапчинского улуса (2003).
- В Чурапчинском улусе учреждена премия имени Константинова.